# Chasan (město)
Chasan (rusky: Хаса́н, korejsky: 하산) je město v Rusku. Leží v Přímořském kraji (který patří k Dálněvýchodnímu federálnímu okruhu), v okrese Chasan, přímo u hranice se Severní Koreou (KLDR) a Čínou. Chasan leží na řece Tuman, přímo v řece se nachází trojmezí Ruska, Číny a Severní Koreje. Nachází se zde železniční, ale i silniční hraniční přechod do Severní Koreje, je to jediný hraniční přechod mezi těmito zeměmi.

## Obyvatelstvo
Počet obyvatel klesá. Zatímco v roce 1989 zde žilo 1187 obyvatel, v roce 2002 to bylo jen 795 obyvatel a v roce 2019 již jen 596 obyvatel.

## Historie
V roce 1951 bylo postaveno nádraží na dráze Baranovskij-Chasan (rusky: Железнодорожная линия Барановский — Хасан). Tato dráha se začala stavět v roce 1938, byla otevřena v roce 1941 a původně končila ve městě Kraskino (asi 33 kilometrů severně od Chasanu). Po druhé světové válce byla dráha prodloužena až k severokorejské hranici, kde bylo postaveno nádraží nazvané Chasan. Bylo pojmenováno podle asi 2 kilometry vzdáleného jezera Chasan (toto jezero je známé díky bitvě u jezera Chasan, v níž se roku 1938 střetla Rudá armáda s japonskou císařskou armádou).
V následujícím roce byl postaven dřevěný most přes řeku Tuman, který železnici spojil s železnicí v Severní Koreji. V roce 1954 se začala železnice používat pro obchod se Severní Koreou. V roce 1959 byla u chasanského nádraží založena stejnojmenná vesnice. Téhož roku byl postaven přes Tuman nový železný most s kamennými podpěrami, protože dřevěný most již přestal stačit. Tento most byl nazván „Most přátelství“ (rusky: Мост Дружбы, korejsky: 조선 로씨야 우정의 다리). V roce 1983 byl Chasanu udělen status „sídlo městského typu“ (Посёлок городского типа). V letech 2001–2003 proběhla rekonstrukce celé železniční trati.

## Geografie

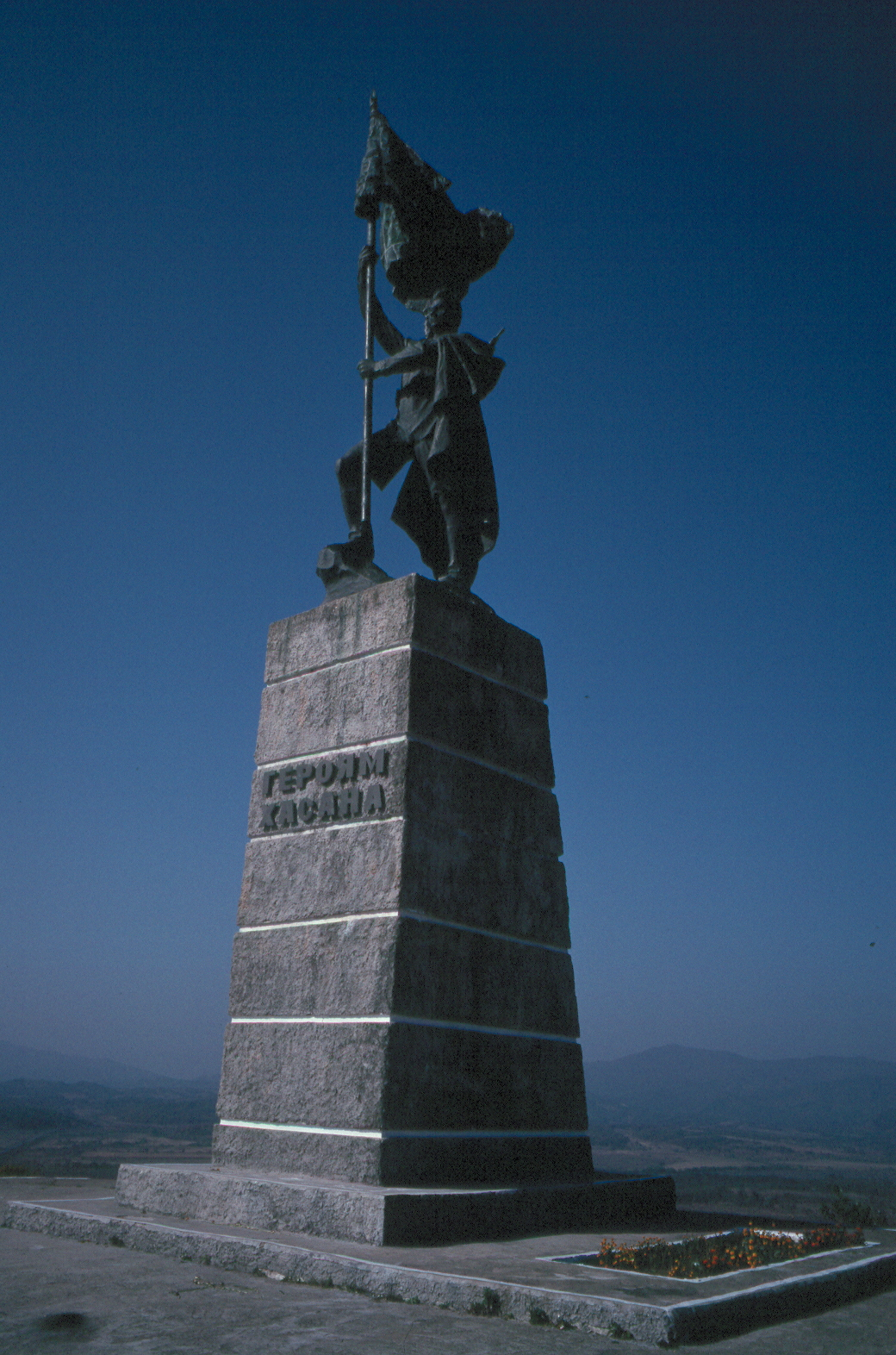
Pomník hrdinů z bitvy u jezera Chasan

Chasan je jediné obydlené místo na ruské straně 17 kilometrů dlouhé rusko-severokorejské hranice. V Severní Koreji leží v blízkosti Chasanu obec Tumangang (zvaná též Tumangang-tong, korejsky 두만강동), v Číně leží v blízkosti Chasanu obec Fang-Čchuan (čínsky 防川).
V blízkosti Chasanu se nachází mnoho jezer, kromě již zmiňovaného jezera Chasan, podle kterého je město nazváno, také například jezero Lomos nebo Sobon. Pobřeží Japonského moře je vzdáleno asi 10 kilometrů.
Již zmiňovaná hraniční řeka Tuman, která nedaleko od Chasanu ústí do Japonského moře, neustále mění tok a hrozí, že Chasan zaplaví. Již od roku 2003 je tedy okolí řeky zpevňováno kamenitými půdami.
V Chasanu je vlhké kontinentální klima. Léta zde bývají poměrně teplá (přes 25 °C) a vlhká (kvůli východoasijskému monzunu). Zimy jsou poměrně studené, teplota běžně klesá i pod -10 °C.

## Doprava
Důležitá je již zmiňovaná železnice (dráha Baranovskij-Chasan), na níž se nachází nádraží Chasan. Přes chasanské nádraží jezdí nejdelší přímý vlakový spoj na světě – spoj z Moskvy do Pchjongjangu (trasa měří 10 272 kilometrů), turisté jedoucí tímto vlakem ale musí vystoupit hned za hranicí se Severní Koreou, ve stanici Tumangang. Zajímavostí je, že Rusko a Severní Korea mají rozdílný rozchod kolejí, ale od hranice až do přístavu v Račinu, čtvrti severokorejského Rasonu, vede železnice dvou rozchodů. Z Chasanu jezdí vlak také do Ussurijsku.
Do Chasanu vede také silnice, která ho spojuje se zbytkem Přímořského kraje. Železnice na Mostě přátelství je upravena tak, aby se po ní dalo projet autem, a na speciální povolení se zde dá takto překročit severokorejská hranice. Uvažuje se i o stavbě silnice do Severní Koreje.

## Pamětihodnosti
- Památník hrdinů z bitvy u jezera Chasan[7]